# Galápagos (provincie)
Galápagos is een provincie van Ecuador. De provincie bestaat uit de Galapagoseilanden, die zo'n 1000 kilometer van de Zuid-Amerikaanse westkust in de Stille Oceaan liggen. De hoofdstad van de provincie is Puerto Baquerizo Moreno. 
Het gebied, dat uit dertien grotere en vele kleinere eilanden bestaat, had in 2018 naar schatting 31.600 inwoners.

## Kantons
De provincie is bestuurlijk onderverdeeld in drie kantons. Achter elk kanton wordt de hoofdplaats genoemd.
| Nr. | Kanton        | Inwoners | Oppervlakte | Hoofdplaats             | Inwoners |
| --- | ------------- | -------- | ----------- | ----------------------- | -------- |
| 1   | Isabela       | 3.050    | 5.367 km²   | Puerto Villamil         | 2.755    |
| 2   | San Cristóbal | 8.300    | 849 km²     | Puerto Baquerizo Moreno | 7.290    |
| 3   | Santa Cruz    | 17.233   | 1.794 km²   | Puerto Ayora            | 12.696   |

| Detailkaart |
| ----------- |
|             |
| Kantons     |